# 슈하스쿠
슈하스쿠(브라질 포르투갈어: churrasco) 또는 추라스코(스페인어: churrasco)는 브라질과 우루과이, 아르헨티나를 비롯한 포르투갈어권·스페인어권 아메리카 지역의 전통 고기 구이 요리이다. 라틴아메리카 외에 포르투갈과 갈리시아 등에서도 즐겨 먹으며, 브라질의 국민 음식 가운데 하나로 여겨진다.

## 이름
브라질 포르투갈어 "슈하스쿠(churrasco)"는 스페인어 "추라스코(churrasco)"에서 빌려온 말로 추정된다

## 지역별 슈하스쿠

### 브라질

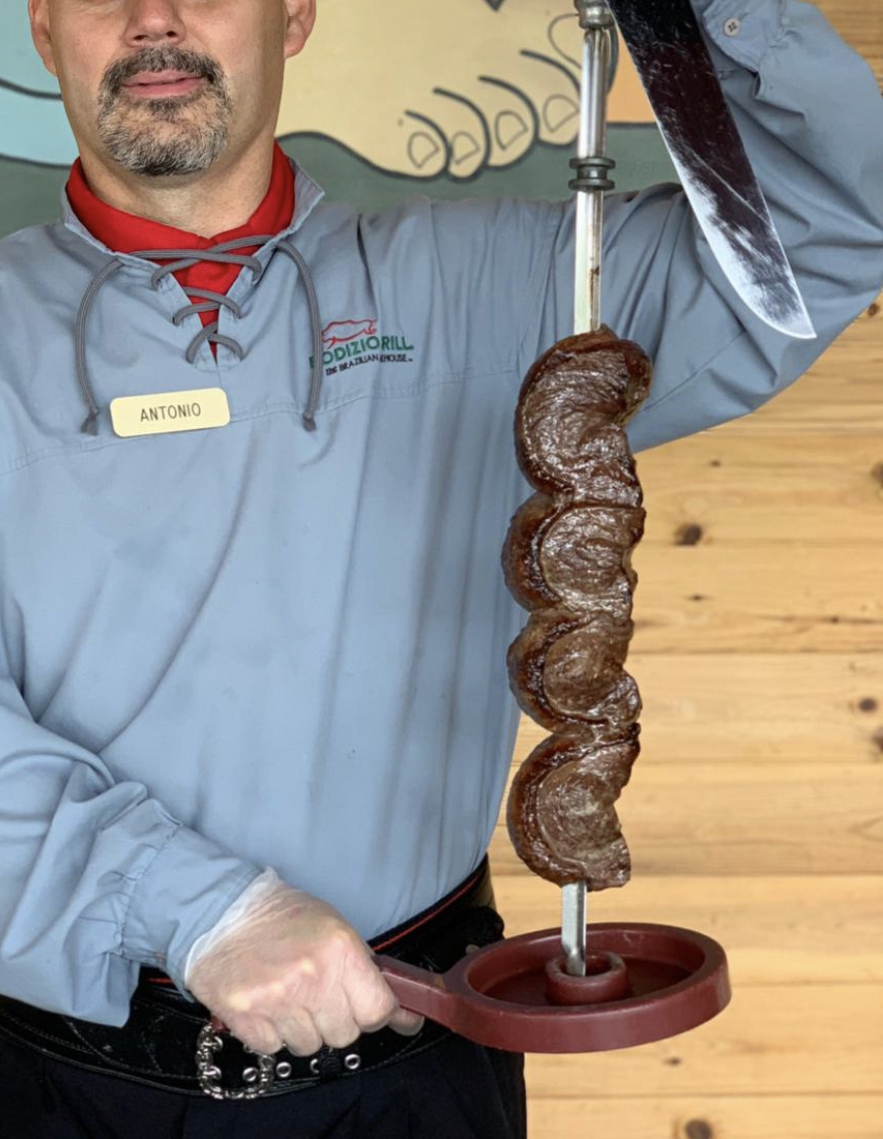
브라질의 호지지우 방식 슈하스카리아에서 꼬챙이에 구운 고기를 내는 웨이터의 모습

브라질에서는 슈하스쿠(포르투갈어: churrasco)가 쇠고기 등 여러 가지 고기와 소시지 등을 꼬챙이에 꿰어서 슈하스케이라에 구워 내는 고기 바비큐를 뜻한다. 슈하스쿠 음식점은 슈하스카리아라 부르며, 흔히 호지지우 방식으로 고기 등 음식을 낸다.
흔한 슈하스쿠는 다음과 같다.
- 쇠고기: 아우카트라, 코스텔레타(촙), 콘트라필레(톱 서로인), 프라우지냐(플랭크), 피카냐, 필레 미뇽
- 돼지고기: 롬부(등심), 코스텔레타(촙), 페르니우(사태)
- 양고기: 코스텔라(갈비), 팔레타(앞다리), 페르니우(사태)
- 닭고기: 아자(날개), 코샤(허벅지), 코라상(염통), 페르나(다리), 페이투(가슴)
- 소시지: 링구이사

곁들이는 음식으로는 비나그레치, 구운 파인애플, 파로파, 쌀밥, 페이장 등이 있다.

### 이스파노아메리카
스페인어권 아메리카에서 추라스코(스페인어: churrasco)는 다양한 뜻을 지닌다.
과테말라에서는 추라스코가 고기와 소시지 등을 그릴에 구워 즐기는 음식이다. 치르몰, 과카몰레, 감자, 프리홀레스, 쌀밥, 토르티야 등을 곁들인다.
니카라과에서는 쇠고기 안심 부위를 그릴에 구워 낸 음식을 "추라스코"라 부른다. 치미추리와 함께 낸다.
베네수엘라에서는 "추라스코 산타 바르바라(churrasco Santa Bárbara)"를 흔히 먹는데, 그릴에 구운 쇠고기 서로인 부위에 팔미타 치즈, 구운 플랜틴, 삶은 카사바, 과사카카 등을 곁들여  내는 음식이다.
볼리비아 동부의 베니, 산타크루스, 판도 지역에서는 그릴에 구운 쇠고기를 "추라스코"라 부른다. 주로 삶은 카사바, 아로스 콘 케소, 소금, 레몬 등을 곁들여다.
아르헨티나와 우루과이에서 "추라스코"라는 낱말은 뼈 없이 썰어낸 쇠고기 스테이크를 프라이팬이나 숯불에 올린 그릴에 구워낸 음식이다. 브라질의 슈하스쿠와 비슷한 바비큐는 "아사도"라 불린다.
에콰도르에서는 과야킬 등 해안 지역에서 추라스코를 즐겨 먹는다. 치미추리로 양념한 쇠고기 스테이크가 "추라스코"로 불리며, 플랜틴, 쌀밥, 감자 튀김, 달걀 프라이, 아보카도 등과 함께 낸다.
칠레에서는 샌드위치에 들어가는 쇠고기 스테이크가 "추라스코"라 불린다. 보통 마라케타 등의 빵에 토마토, 아보카도 등과 함께 끼워 낸다.
푸에르토리코에서는 쇠고기 스커트 부위를 바비큐 그릴에 구운 것을 "추라스코"라 부른다. 치미추리를 곁들이기도 한다.

### 이베리아
갈리시아에서는 추라스쿠(갈리시아어: churrasco)가 쇠갈비나 돼지갈비를 그릴에 구운 음식을 가리킨다.
포르투갈에서는 슈하스쿠(포르투갈어: churrasco)가 그릴에 구운 고기 요리를 뜻한다. "포르투갈식 슈하스쿠 닭고기"라는 뜻의 프랑구 드 슈하스쿠 아 포르투게자가 전 세계적으로 유명하다.

## 같이 보기
- 아사도